# Joseph Kerwin
Joseph Peter Kerwin Dr. (Oak Park, Illinois, 1932. február 19. –) amerikai űrhajós orvos.

## Életpálya
1949-ben az Oak parki Fenwick High magániskolában tanult. 1953-ban massachusettsi Worcesterben bölcsészettudományi karon filozófiából kiválóan diplomázott. 1957-ben achicagói (Illinoisi) egyetem gyógyszerészetből doktorált. Orvosként Washingtonban és Pensacolban az Aviation Medicine United States Navy School-ban praktizált. 1958-tól a haditengerészetnél pilóta és orvostiszt. Tapasztalt pilóta, 4500 órát repült. 1965. június 28-tól részesült űrhajóskiképzésben. Összesen 28 napot és 50 percet töltött a világűrben. Összesen 3 óra és 23 percet töltött szereléssel a világűrben. Ő volt az első amerikai orvos a világűrben. Űrhajós pályafutását 1987. március 31-én fejezte be. A NASA tudományos főmunkatársa, az űrrepülőgép tudományos személyzete felkészítésének orvosfőnöke.

## Űrrepülések
A Skylab–2 háromszemélyes Apollo űrhajó, amely a Skylab-program keretében az első amerikai űrállomásra az első legénységet vitte. Kerwin volt felelős a tudományos program teljesítéséért.